# Acanthomyops bureni
Acanthomyops bureni é uma espécie de inseto do gênero Acanthomyops, pertencente à família Formicidae.